# Giuseppe Gerbi
Giuseppe Gerbi (Bientina, 4 giugno 1912 – Napoli, 6 novembre 1993) è stato un calciatore italiano, di ruolo attaccante.

## Carriera
Dopo aver esordito in Serie A il 22 aprile 1934 in Pro Vercelli-Livorno 0-0, unica sua gara nella massima divisione con la maglia dei toscani, passò in Serie B con il Messina; fu quindi acquistato dal Napoli nel 1937, debuttando con la maglia dei campani nella vittoria casalinga del 19 settembre 1937 contro la Triestina per 3-0 e segnando la prima rete per i partenopei la settimana dopo, il 26 settembre 1937 nella sconfitta in trasferta nella capitale contro la Roma per 2-1.
Sia pure poco utilizzato, avendo disputato 14 gare nel primo anno in Campania, 8 nel secondo e 6 nel terzo ed ultimo anno in tre annate in cui la sua squadra ebbe come migliore piazzamento il settimo posto del campionato 1938-1939, si tolse la soddisfazione di essere il miglior cannoniere della sua squadra nella stagione 1937-1938 con sette reti, avendo come compagni di squadra Nereo Rocco ed Arnaldo Sentimenti. Fu quindi al Pontedera, allo Stabia ed al Benevento, dove chiuse la carriera, subito dopo la fine della seconda guerra mondiale.

## Note

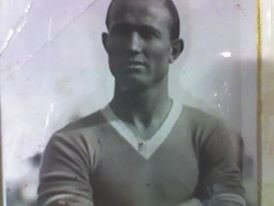

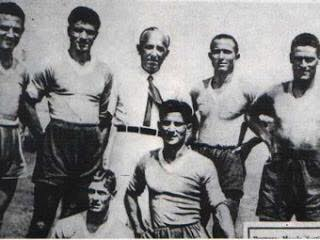

## Collegamenti esterni

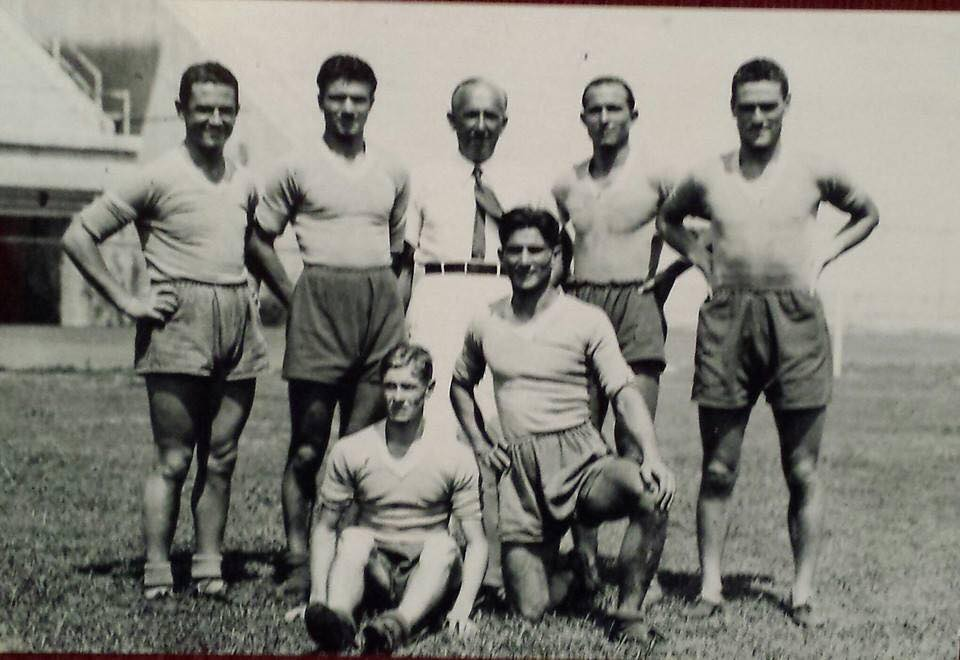

## Palmarès
- Serie B: 1

Livorno: 1932-1933